# 三式重機槍
三式重機關槍（日语：三式十三粍固定機銃）是日本仿製的美國白朗寧M2重機槍但改用13.2毫米口徑法式重機槍子彈,這種13.2毫米口徑法式子彈早已用於海軍九三式防空機槍，三式重機槍是日本海軍的機載重機槍，主要作為次要武裝用於以下的海軍戰鬥機。
- 零式戰鬥機（零戰52型乙，零戰52型丙，零戰63型和未能投產的零戰54型）
- 紫電三一型（N1K3-J）
- A7M烈風（未能投產）

其使用是和九九式機炮並用，當瞄準敵機時是首先用三式重機槍向敵機開火，命中了再發射致命的機炮子彈，三式重機槍的子彈類型包括普通彈，燃燒弹，曳光彈和穿甲弹，其所採用的機械作動方式也和大多數重機槍一樣的後座作用式，即是用發射子彈時的後座力推動槍機後退去完成退殼和子彈重新上膛。

## 劣势
日本海軍的三式重機槍和日本陸軍的Ho-103重機槍（又名一式機關炮）同樣是美製白朗寧M2重機槍的仿製品而且字面上都是「十三粍固定機銃」，但三式是13.2毫米法式子彈而Ho-103是12.7毫米意式子彈，即在日本皇軍當中同時有兩種功能一樣但彈藥卻不能通用的機載重機槍，這在生產，後勤支援和使用上都出現不便甚至浪費，實在不利總體戰的原則，相反，美製白朗寧M2重機槍卻是海陸空三軍都用相同的機槍和子彈，其在生產和使用上的便利是日軍不能及的。

## 外部連結
- 舊日本陸海軍航空槍炮發展史（页面存档备份，存于）